# Thomas Adlercreutz
Per Thomas Fredrik Adlercreutz, född 12 september 1891 i Ösmo församling, Södermanland, död 3 juni 1980 i Oscars församling, Stockholm, var en svensk kammarherre och kansliråd.

## Biografi
Thomas Adlercreutz blev underlöjtnant i reserven på Skånska dragonregementet 1913 och löjtnant i reserven på samma regemente 1919. Han avlade kansliexamen vid Uppsala universitet 1915 och blev kansliråd i Försvarsdepartementet 1935 och hans uppgifter innefattade ärenden kring bland annat intendentur, sjukvård, rekvisitioner och expenser. 1951 blev Adlercreutz expeditionschef för Riksmarskalksämbetet.

### Familj
Thomas Adlercreutz var son till kammarjunkaren Fredrik Adlercreutz och Anna Müntzing. Han gifte sig 1923 med Maria Ekman (1898–1993), dotter till Axel Ekman och friherinnan Marianne Klingspor. Adlercreutz fick fyra barn: Marie-Anne (1925–2011) gift 1968 med Christer Boije af Gennäs, Per (1926–1989), Gustaf (född 1932) och Anne-Cathrine (född 1945).
Thomas Adlercreutz är begravd på Norra begravningsplatsen utanför Stockholm.

## Utmärkelser

### Svenska utmärkelser
- Kommendör av första klassen av Nordstjärneorden, datum okänt
  - Kommendör av Nordstjärneorden, 6 juni 1951[7]
    - Riddare av Nordstjärneorden 1938
- Sekreterare i Kungl. Maj:ts Orden från 1951
- Konung Gustaf V:s jubileumsminnestecken
- Konung Gustaf V:s jubileumsminnestecken II
- Riddare av Vasaorden
- Guldmedalj för berömliga gärningar (GMbg)
- Sjukvårdssilvermedalj (SMsjv)

### Utländska
- Kommendör av 1. graden av Danska Dannebrogsorden (KDDO1gr)
- Kommendör av 1. klass av Finlands Vita Ros’ orden (KFinlVRO1kl)
- Kommendör av Isländska falkorden med stjärna (KIFOmstj)
- Storofficer av nederländska Oranienhusorden
- Kommendör av Norska Sankt Olavsorden med stjärna (KNS:tOOmstj)
- Storofficer av Österrikiska Förtjänstorden (StOffÖFO)
- Kommendör av Belgiska Kronorden (KBKrO)
- Kommendör av Storbritanniska Victoriaorden (KStbVO)
- Officer av Belgiska Leopold II:s orden (OffBLeopILsO)
- Officer av Lettiska Tre stjärnors orden (OffLettSO)
- Riddare av Spanska civilförtjänstorden (RSpCfO)[5]